# Julián García-Torres
Julián García Torres Castro (Sevilla, 8 de noviembre de 1980) es un voleibolista español que milita en el Club de Voleibol Sant Pere i Sant Pau de la Superliga . Además de su trayectoria como jugador de voleibol, ejerció como cómico.

## Trayectoria
Sus comienzos fueron en el Club Voleibol Rochelambert con 18 años, equipo al que llegó gracias al panadero de su barrio que era jugador de voleibol. En 2003 ficha por el Club Voleibol 7 islas con quien asciende en su primera temporada a la Superliga. En 2006 ficha por el Club Voleibol Pórtol con quien consigue una Superligas. Al año siguiente ficha por el Tours Volley francés con quien no alcanza los puestos de playoffs por el título y vuelve al equipo mallorquín para sustituir al lesionado Vinicius Méndez. consiguiendo una nueva Superliga. Tras conseguir la Supercopa con Palma, ficha en 2009 con el Club Voleibol Teruel con quien obtiene en su primera temporada Supercopa y el campeonato de la Superliga y a la siguiente el doblete (Copa y Liga). En 2011 vuelve a Francia jugando en las filas de Narbonne Volley con quien lucha por el descenso quedando undécimo clasificado de catorce equipos. En 2012 ficha por el Club Voleibol Almería con quien gana en su primera temporada una Superliga. En 2013 ficha por el AEK de Atenas donde consigue una League Cup y es nombrado mejor central de la temporada. En 2014 vuelve a Francia a las filas del Chaumont Volley para terminar 9° clasificado. En la temporada 2015-2016 juega su última temporada en Grecia en el Panahaiki de Patras se retira del voleibol profesional.
En la temporada 2020-2021 se incorpora al Ibiza voley en enero para tratar de conseguir el objetivo de no descender y lo consigue quedando mejor bloqueador de la segunda vuelta de la Superliga.
Actualmente se encuentra en el Club voleibol Sant Pere i Sant Pau de Tarragona en Superliga.
En 2004 debutó con la Selección Española con la que consiguió un 4° puesto en el Campeonato de Europa de l2005 en Italia, una Liga europea en 2007 y un Campeonato de Europa en 2007. Un 5° puesto en la Cosa del mundo de Japón del 2007 y un 12° puesto en el Mundial de Italia de 2010.
Además de su trayectoria como voleibolista ha ejercido de monologuista llegando a hacer dos actuaciones en Paramount Comedy con guion de su hermano Fernando.